# بوبي كون
بوبي كون (بالإنجليزية: Bobby Conn)‏ هو موسيقي أمريكي، ولد في 13 يونيو 1967 في نيويورك في الولايات المتحدة.

## وصلات خارجية
- الموقع الرسمي
- بوبي كون على موقع ميوزك برينز (الإنجليزية)
- بوبي كون على موقع أول ميوزيك (الإنجليزية)
- بوبي كون على موقع ديسكوغز (الإنجليزية)